# Зоран Жижић
Зоран Жижић (Титоград, 4. март 1951 — Подгорица, 4. јануар 2013) био је премијер Савезне Републике Југославије од 4. новембра 2000. до 24. јула 2001. године.

## Биографија
Зоран Жижић је рођен 4. марта 1951. године у Титограду. Магистрирао је на Правном факултету у Београду.
После успостављања вишестраначја, био је потпредседник Владе Црне Горе, посланик у Скупштини Црне Горе и савезни посланик на листи Демократске партије социјалиста. Када је 1997. дошло до расцепа у ДПС између фракција Момира Булатовића и Мила Ђукановића, Жижић се приклонио Булатовићевој опцији. После избора 2000. био је премијер у влади коју су чиниле странке ДОС-а и СНП. Поднео је оставку на место премијера 2001. након изручења Слободана Милошевића Хашком трибуналу. На функцији премијера наследио га је страначки колега Драгиша Пешић.
Напустио је СНП 2005. због неслагања са Предрагом Булатовићем, после чега је био лидер Демократске странке јединства. Био је на челу Покрета за европску државну заједницу Србије и Црне Горе, током кампање пред референдум о осамостаљењу Црне Горе у мају 2006. године.
Преминуо је у Подгорици 4. јануара 2013. Сахрањен је два дана касније у Подгорици, на градском гробљу Чепурци.